# 니카 카차라바
니콜로즈 "니카" 카차라바(조지아어: ნიკოლოზ "ნიკა" კაჭარავა, 1994년 1월 13일 ~ )는 키프로스 출생 조지아의 축구 선수로 현재 대한민국 K리그2의 전남 드래곤즈에서 공격수로 뛰고 있다.